# Cassa di Risparmio di Venezia
La Cassa di Risparmio di Venezia (conosciuta anche come Carive) è stato un istituto di credito italiano con sede a Venezia.
È stata la prima cassa di risparmio fondata in Italia l'11 gennaio 1822. Apparteneva al gruppo bancario Intesa Sanpaolo ed operava con 96 filiali presenti nella città metropolitana di Venezia.

## Storia

### Fondazione
Con la caduta della Serenissima nel 1797, iniziò per Venezia un periodo che vide succedersi in vent'anni cinque diversi governi (la Repubblica, la Municipalità, gli austriaci, i francesi e di nuovo l'Impero austro-ungarico), accompagnati da guerre e carestie, aggravate da epidemie quali il tifo e la peste che fra il 1817 e il 1818 provocarono in città più di dodicimila morti.
Tra gli interventi di carattere sociale, il governo napoleonico nel 1806 riformò i vecchi Banchi del Ghetto istituendo il Banco Pignoratizio Comunale, sul modello dei Monti di Pietà esistenti da secoli in altre città.
Nel 1820 il governo delle Province Venete dell'Impero austriaco, progettò l'importazione del modello delle Casse di Risparmio, che già funzionavano da parecchio tempo in altre parti d'Europa (Germania, Svizzera, Inghilterra) e da un anno anche a Vienna.
L'obiettivo era, da un lato, quello di incoraggiare il popolo al risparmio, dall'altro di soddisfarne il bisogno di credito attraverso il sostegno alle casse del Monte di Pietà. Il conte Carlo Inzaghi, Governatore delle Province Venete, fece stilare un regolamento che, pur ispirandosi a quello ricevuto da Vienna, se ne staccava quanto a modalità di gestione e amministrazione: anziché appoggiarsi a cittadini benpensanti e benestanti (le austriache Unioni dei Filantropi), la Cassa di Risparmio di Venezia sarebbe stata affiancata al Banco Pignoratizio, così da conseguire le necessarie economie amministrative (utilizzando anche lo stesso personale) e facendo confluire al Banco stesso le risorse costituite dai suoi depositi. L'apertura venne fissata per il 12 febbraio 1822, giorno del compleanno dell'imperatore Francesco II, pubblicata sulla Gazzetta Privilegiata di Venezia del 13 febbraio.

### XX secolo
I primi passi della Cassa di Risparmio furono alquanto stentati, probabilmente a causa della sua ibrida natura di servizio al popolo e di sostegno al Monte di Pietà, nei cui locali era anche fisicamente situata nel sestiere di Cannaregio, vicino al Ghetto e ai luoghi storici dei Banchi di pegno veneziani.
Negli anni successivi, questo rigido intreccio venne progressivamente sciolto, e la Cassa si svincolò sempre più dal Monte di Pietà, sino a raggiungere piena autonomia amministrativa e gestionale con lo Statuto del 1886. Parallelamente si consolidò e crebbe la fiducia dei risparmiatori consentendo lo sviluppo e la crescita dell'Istituto.
Con il XX secolo comincia l'espansione territoriale della Cassa che apriva nel 1910 la filiale a Mestre, seguita nel 1911 da quella di Portogruaro, nel 1912 a Chioggia e nel 1913 a Dolo.
Il contatto con la realtà sociale del territorio veniva favorito anche dalla progressiva assunzione dei servizi di esattoria e tesoreria a favore delle principali istituzioni ed enti locali. Alla fine del 1987 gli sportelli della Cassa erano diventati 59, e coprivano già capillarmente il territorio della provincia di Venezia. Dal 1988 iniziò l'espansione anche in province confinanti.
Nel 1994 prese avvio la stagione delle alleanze e delle integrazioni con altre realtà bancarie e finanziarie, alla ricerca di una sempre maggiore concorrenzialità interna ed internazionale e di una più ampia gamma di servizi a disposizione della clientela. Insieme alla Cassa di Risparmio di Padova e Rovigo e alla Banca Agricola di Cerea, viene dapprima costituito il Gruppo Casse Venete, che successivamente si allarga alla Cassa di Risparmio di Udine e Pordenone e alla Cassa di Risparmio di Gorizia. Questo gruppo si fonde a sua volta con il Gruppo CAER, comprendente la Cassa di Risparmio in Bologna e la Banca Popolare dell'Adriatico, dando vita al Gruppo Cardine, che nel 2002 confluisce nel Gruppo Sanpaolo IMI. Con la fusione del Sanpaolo IMI S.p.A. in Banca Intesa S.p.A. nasce il gruppo Intesa Sanpaolo (1º gennaio 2007).
In data 10 novembre 2014 è stata fusa per incorporazione nella capogruppo Intesa Sanpaolo S.p.A., che era il socio unico
.